# بیمارستان عمومی چینیوت
بیمارستان عمومی چینیوت (به انگلیسی: Chiniot General Hospital) یک بیمارستان در پاکستان است که در کراچی واقع شده‌است.